# HAL HJT-16 Kiran
Le HAL HJT-16 Kiran est un avion d'entraînement à turboréaction indien des années 1960 (premier vol en 1964 et mise en service en 1968). Un total de 251 exemplaires sont produits de 1968 à 1989 et il est encore en service en 2023 dans l'armée de l'air ou la Marine indienne. Un minimum de 63 incidents et accidents dont 20 mortels sont répertoriés entre 1974 et le 1er juin 2023

## Versions

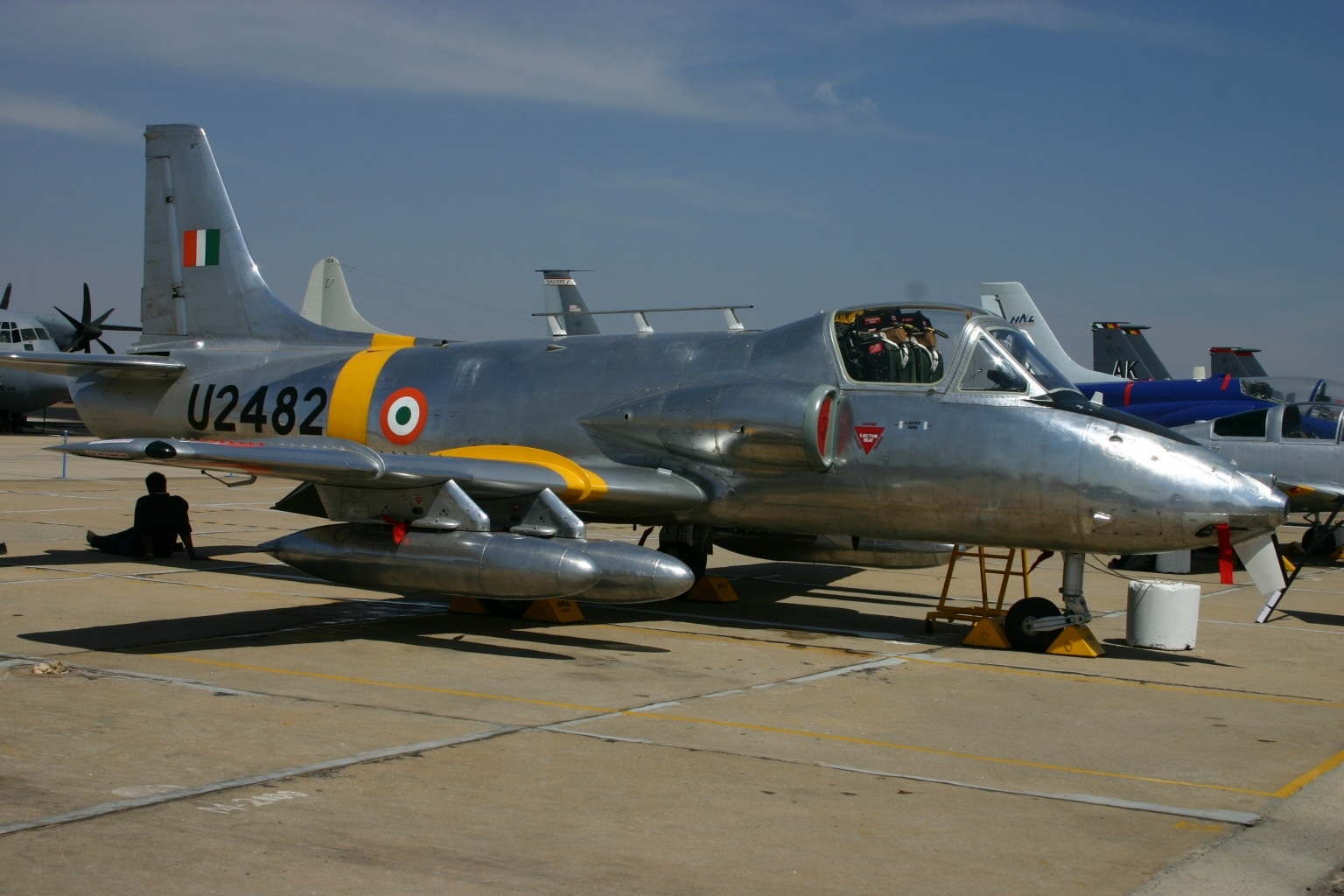
Mk II indien.

- Mk I: version de base, 118 exemplaires.
- Mk IA: version qui peut être armée avec 2 points d'attache en dessous des ailes, 72 exemplaires.
- Mk II: version avec mitrailleuses et 4 points d'attache sous les ailes ainsi qu'un turboréacteur Bristol Siddeley Orpheus, 61 exemplaires. Premier vol le 30 juillet 1976.

## Utilisateurs
- Inde:
  - Armée de l'air
    - No. 52 Squadron, escadrille des Surya Kiran

  - Marine

## Utilisateur potentiel
- Birmanie  :
  - Force aérienne birmane : annonce en décembre 2018 de 6 dons par l'Inde, mais aucune confirmation depuis[2]